# MARC1
MARC1 (англ. Mitochondrial amidoxime reducing component 1) – білок, який кодується однойменним геном, розташованим у людей на короткому плечі 1-ї хромосоми.  Довжина поліпептидного ланцюга білка становить 337 амінокислот, а молекулярна маса — 37 499.
| 10         |  | 20         |  | 30         |  | 40         |  | 50         |
| ---------- |  | ---------- |  | ---------- |  | ---------- |  | ---------- |
| MGAAGSSALA |  | RFVLLAQSRP |  | GWLGVAALGL |  | TAVALGAVAW |  | RRAWPTRRRR |
| LLQQVGTVAQ |  | LWIYPVKSCK |  | GVPVSEAECT |  | AMGLRSGNLR |  | DRFWLVINQE |
| GNMVTARQEP |  | RLVLISLTCD |  | GDTLTLSAAY |  | TKDLLLPIKT |  | PTTNAVHKCR |
| VHGLEIEGRD |  | CGEATAQWIT |  | SFLKSQPYRL |  | VHFEPHMRPR |  | RPHQIADLFR |
| PKDQIAYSDT |  | SPFLILSEAS |  | LADLNSRLEK |  | KVKATNFRPN |  | IVISGCDVYA |
| EDSWDELLIG |  | DVELKRVMAC |  | SRCILTTVDP |  | DTGVMSRKEP |  | LETLKSYRQC |
| DPSERKLYGK |  | SPLFGQYFVL |  | ENPGTIKVGD |  | PVYLLGQ    |  |            |

A: Аланін

C: Цистеїн

D: Аспарагінова кислота

E: Глутамінова кислота

F: Фенілаланін

G: Гліцин

H: Гістидин

I: Ізолейцин

K: Лізин

L: Лейцин

M: Метіонін

N: Аспарагін

P: Пролін

Q: Глутамін

R: Аргінін

S: Серин

T: Треонін

V: Валін

W: Триптофан

Кодований геном білок за функцією належить до оксидоредуктаз. 
Задіяний у таких біологічних процесах як поліморфізм, альтернативний сплайсинг. 
Локалізований у мембрані, мітохондрії, зовнішній мембрані мітохондрій.